# Olena Pacholtschyk
Olena Iwaniwna Pacholtschyk (ukrainisch Олена Іванівна Пахольчик; * 2. November 1964 in Pawlodar, Kasachische SSR) ist eine ehemalige ukrainische Seglerin.

## Erfolge
Olena Pacholtschyk nahm dreimal in der 470er Jolle an Olympischen Spielen teil. 1992 trat sie für das Vereinte Team an der Seite von Laryssa Moskalenko an, mit der sie als Vierte knapp einen Medaillengewinn verpasste. Bei den Olympischen Spielen 1996 in Atlanta und 2000 in Sydney ging sie jeweils mit Ruslana Taran an den Start. Mit 38 Punkten gewannen sie 1996 hinter dem spanischen und dem japanischen Boot ebenso die Bronzemedaille, wie vier Jahre später, als sie mit 48 Punkten die olympische Regatta hinter dem australischen und dem US-amerikanischen Boot ebenfalls auf dem dritten Rang beendeten. 
1991 wurde sie in Brisbane zunächst mit Moskalenko und nochmals 1995 in Toronto mit Taran Vizeweltmeister, ehe ihr mit Ruslana Taran 1997 in Tel Aviv, 1998 in Mallorca und 1999 in Melbourne insgesamt dreimal in Folge der Titelgewinn gelang. Von 1995 bis 1999 wurden Pacholtschyk und Taran außerdem fünfmal in Folge Europameister. 1997 zeichnete der Weltverband World Sailing Pacholtschyk und  Taran als Weltseglerinnen des Jahres aus. Für ihre Erfolge erhielt sie 1999 den Verdienstorden zweiter Klasse und ein Jahr später den Orden der Prinzessin Olga dritter Klasse.